# Simone Simonová
Simone Simonová, celým jménem Simone Thérèse Fernande Simon (23. dubna 1910 Béthune – 22. února 2005 Paříž) byla francouzská herečka.
Její otec byl inženýr židovského původu, matka Italka a žena v domácnosti. Když byly Simone tři roky, její rodiče se rozvedli a ona prožila dětství s matkou na Madagaskaru. Po návratu do Francie se živila jako manekýnka a módní návrhářka, v roce 1931 ji režisér Viktor Turžanskij obsadil do prvního filmu Neznámý zpěvák. Vystupovala také v operetním divadle Théâtre des Bouffes-Parisiens, v roce 1935 dostala první hlavní roli ve filmu Krásné dny a téhož roku odcestovala do Hollywoodu, kde uzavřela kontrakt se společností 20th Century Fox a uspěla v muzikálu Třetí se směje. Roku 1938 se vrátila do Francie a Jean Renoir jí svěřil roli Séverine v zolovské adaptaci Člověk bestie. Po vypuknutí druhé světové války odjela opět do Ameriky, účinkovala v klasickém horroru Kočičí lidé a jeho sequelu Kletba kočičích lidí. Po návratu do vlasti se představila v režii Maxe Ophülse v adaptaci hry Arthura Schnitzlera Rej. Od poloviny padesátých let se zaměřila na práci v pařížském divadle Théâtre Saint-Georges. Poslední film Žena v modrém natočila v roce 1973.
Byla svobodná a bezdětná, proslulé však byly její milostné vztahy se skladatelem George Gershwinem a špionem Dušanem Popovem.